# Central nuclear de Hartlepool
La Central nuclear de Hartlepool ( en inglés: Hartlepool nuclear power station)  es una central nuclear situada en la orilla norte de la desembocadura del río Tees, 2,5 millas (4,0 km) al sur de Hartlepool en el condado de Durham, al noreste de Inglaterra, Reino Unido. La estación tiene una potencia eléctrica neta de 1.190 megavatios, que es el 2% de la demanda eléctrica pico de Gran Bretaña de 60 GW. La electricidad se produce mediante el uso de dos reactores refrigerados por gas avanzado (AGR). Hartlepool fue sólo la tercera estación de energía nuclear en el Reino Unido en utilizar la tecnología AGR. La estación de energía Hartlepool fue también la primera estación de energía que se construyó lo más cercano a una zona urbana importante.